# Thomas Betterton
Thomas Betterton (Londres, aprox. 1635 — 28 d'abril de 1710) va ser un actor anglès.
Va portar diverses innovacions escèniques a imatge de l'avantguarda teatral francesa i es va destacar per les seves interpretacions de William Shakespeare i William Congreve, entre d'altres.